# رخسار کودکان
رخسار کودکان (به انگلیسی: Faces of Children) فیلمی به کارگردانی ژاک فیدر محصول سال ۱۹۲۵ سوئیس و فرانسه است.

## داستان
پیر امسلر، مالک و متولی کارخانه چوب‌بری محلی در روستای سنلوک واقع در واله، به تازگی همسرش را از دست داده‌است. در حالیکه ژان، پسر ۱۰ ساله اش، با نبود مادرش کنار نمی‌آید، امسلر به فکر ازدواج دوباره با بیوه ای جوان است که خودش دختر کوچکی دارد…